# Asian Sevens Series 2009
El Asian Sevens Series de 2009 fue la primera temporada del circuito de selecciones nacionales masculinas asiáticas de rugby 7.

## Calendario
| Torneo                 | Ciudad   | Fecha                               | Campeón       |
| ---------------------- | -------- | ----------------------------------- | ------------- |
| Seven de Shanghái 2009 | Shanghái | 12 de septiembre - 13 de septiembre | Corea del Sur |
| Seven de Borneo 2009   | Borneo   | 31 de octubre - 1 de noviembre      | Japón         |

## Tabla de posiciones
| Pos | País          | CHN | MLS | Puntos |
| --- | ------------- | --- | --- | ------ |
| 1   | Japón         | 11  | 12  | 23     |
| 2   | Corea del Sur | 12  | 10  | 22     |
| 3   | Hong Kong     | 10  | 11  | 21     |
| 4   | China         | 8   | 8   | 16     |
| 5   | Taiwán        | 9   | 4   | 13     |
| 6   | Tailandia     | 7   | 5   | 12     |
| 7   | Malasia       | -   | 9   | 9      |
| 8   | India         | 5   | 3   | 8      |
| 9   | Filipinas     | -   | 7   | 7      |
| 10  | Guam          | -   | 6   | 6      |
| 11  | Sri Lanka     | 6   | -   | 6      |
| 12  | Singapur      | 4   | -   | 4      |
| 13  | Brunei        | -   | 2   | 2      |
| 14  | Indonesia     | -   | 1   | 1      |

| Bandera de Japón |
| Campeón Japón    |
| 1º título        |